# Тюрин, Андрей Николаевич
Андрей Николаевич Тю́рин (24 февраля 1940, Москва — 27 октября 2002, там же) — советский и российский математик, один из крупнейших специалистов по алгебраической геометрии, доктор физико-математических наук (1972), член Правления Московского математического общества, член-корреспондент Российской академии наук (1997).

## Биография
Окончил механико-математический факультет МГУ. Ученик И. Р. Шафаревича.
Научный сотрудник отдела алгебры Математического института им. В. А. Стеклова (1962—2002).
Основные труды в области комплексной алгебраической геометрии, теории векторных расслоений, проективных структур на многообразиях, гладких инвариантов алгебраических поверхностей и четырёхмерных многообразий, калибровочной теории поля, зеркальной симметрии, симплектической и дифференциальной геометрии.
Похоронен в Москве на Введенском кладбище (21 уч.).

## Память
В сентябре 2007 года в Математическом институте им. В. А. Стеклова прошла международная конференция «Geometry and Quantization», посвящённая памяти А. Н. Тюрина, а в феврале 2010 — международная конференция «Algebraic Geometry: Methods, Relations, and Applications», посвящённая 70-летию со дня рождения А. Н. Тюрина.

## Семья
Старшая сестра — математик Галина Николаевна Тюрина (1938—1970).
- Был женат первым браком на Наталье Дмитриевне Светловой (впоследствии Солженицыной):
  - Сын Дмитрий (6.06.1962 — 15.03.1994),[2] от него внучка Татьяна.
- Вторая жена — Софья Абрамовна Тюрина (род. 1941). Дети:
  - Николай Андреевич (математик, доктор физико-математических наук),
  - Юлия Андреевна (PhD, GIT),[источник не указан 3454 дня]
  - Галина Андреевна (кандидат исторических наук),
  - Ольга Андреевна (физик, кандидат физико-математических наук).[источник не указан 3454 дня]